# Paralympiska vinterspelen 2006 - Alpin utförsåkning
Paralympiska vinterspelen 2006 - Alpin utförsåkning

## Herrar

### Utförsåkning
Tävlingsdag: 11 mars
Tävlande: Stående
| Medalj | Person            | Land       | Tid          |
| Guld   | Gerd Schoenfelder | Tyskland   | 00:01:18.490 |
| Silver | Michael Milton    | Australien | 00:01:19.860 |
| Brons  | Walter Lackner    | Österrike  | 00:01:20.190 |

Tävlingsdag: 12 mars
Tävlande: Synskadade
| Medalj | Person           | Land      | Tid          |
| Guld   | Gerd Gradwohl    | Tyskland  | 00:01:17.220 |
| Silver | Chris Williamson | Kanada    | 00:01:17.990 |
| Brons  | Nicolas Berejny  | Frankrike | 00:01:18.390 |

Tävlingsdag: 12 mars
Tävlande: Sittande
| Medalj | Person                   | Land      | Tid          |
| Guld   | Kevin Bramble            | USA       | 00:01:21.030 |
| Silver | Christopher Devlin-Young | USA       | 00:01:22.040 |
| Brons  | Denis Barbet             | Frankrike | 00:01:22.200 |

### Super-G
Tävlingsdag: 13 mars
Tävlande: Stående
| Medalj | Person           | Land       | Tid          |
| Guld   | Walter Lackner   | Österrike  | 00:01:11.870 |
| Silver | Gerd Schönfelder | Tyskland   | 00:01:11.890 |
| Brons  | Toby Kane        | Australien | 00:01:12.030 |

Tävlingsdag: 14 mars
Tävlande: Sittande
| Medalj | Person              | Land      | Tid          |
| Guld   | Martin Braxenthaler | Tyskland  | 00:01:12.830 |
| Silver | Harald Eder         | Österrike | 00:01:14.430 |
| Brons  | Robert Fröhle       | Österrike | 00:01:15.040 |

Tävlingsdag: 14 mars
Tävlande: Synskadade
| Medalj | Person                | Land      | Tid          |
| Guld   | Gianmaria Dal Maistro | Italien   | 00:01:14.160 |
| Silver | Radomir Dudas         | Slovakien | 00:01:14.370 |
| Brons  | Chris Williamson      | Kanada    | 00:01:14.530 |

### Storslalom
Tävlingsdag: 16 mars
Tävlande: Stående
| Medalj | Person           | Land     | Tid          |
| Guld   | Gerd Schönfelder | Tyskland | 00:01:48.610 |
| Silver | Masahiko Tokai   | Japan    | 00:01:49.930 |
| Brons  | Thomas Pfyl      | Schweiz  | 00:01:50.820 |

Tävlingsdag: 17 mars
Tävlande: Sittande
| Medalj | Person              | Land      | Tid          |
| Guld   | Martin Braxenthaler | Tyskland  | 00:01:50.830 |
| Silver | Taiki Morii         | Japan     | 00:01:52.440 |
| Brons  | Jürgen Egle         | Österrike | 00:01:52.790 |

Tävlingsdag: 17 mars
Tävlande: Synskadade
| Medalj | Person                | Land      | Tid          |
| Guld   | Nicolas Berejny       | Frankrike | 00:01:50.660 |
| Silver | Gianmaria Dal Maistro | Italien   | 00:01:52.770 |
| Brons  | Eric Villalon         | Spanien   | 00:01:54.020 |

### Slalom
Tävlingsdag: 18 mars
Tävlande: Stående
| Medalj | Person            | Land      | Tid          |
| Guld   | Robert Meusburger | Österrike | 00:01:22.010 |
| Silver | Thomas Pfyl       | Schweiz   | 00:01:22.300 |
| Brons  | Gerd Schönfelder  | Tyskland  | 00:01:22.540 |

Tävlingsdag: 19 mars
Tävlande: Sittande
| Medalj | Person              | Land      | Tid          |
| Guld   | Martin Braxenthaler | Tyskland  | 00:01:23.190 |
| Silver | Harald Eder         | Österrike | 00:01:26.780 |
| Brons  | Jürgen Egle         | Österrike | 00:01:28.390 |

Tävlingsdag: 19 mars
Tävlande: Synskadade
| Medalj | Person          | Land      | Tid          |
| Guld   | Nicolas Berejny | Frankrike | 00:01:26.840 |
| Silver | Eric Villalon   | Spanien   | 00:01:27.160 |
| Brons  | Gerd Gradwohl   | Tyskland  | 00:01:27.260 |

## Damer

### Utförsåkning
Tävlingsdag: 11 mars
Tävlande: Stående
| Medalj | Person           | Land      | Tid          |
| Guld   | Solene Jambaque  | Frankrike | 00:01:28.000 |
| Silver | Reinhild Möller  | Tyskland  | 00:01:30.000 |
| Brons  | Iveta Chlebakova | Slovakien | 00:01:30.430 |

Tävlingsdag: 12 mars
Tävlande: Synskadade
| Medalj | Person           | Land      | Tid          |
| Guld   | Pascale Casanova | Frankrike | 00:01:28.790 |
| Silver | Sabine Gasteiger | Österrike | 00:01:32.610 |
| Brons  | Silvia Parente   | Italien   | 00:01:34.370 |

Tävlingsdag: 12 mars
Tävlande: Sittande
| Medalj | Person          | Land      | Tid          |
| Guld   | Laurie Stephens | USA       | 00:01:29.960 |
| Silver | Kuniko Obinata  | Japan     | 00:01:30.890 |
| Brons  | Claudia Lösch   | Österrike | 00:01:31.300 |

### Super-G
Tävlingsdag: 13 mars
Tävlande: Stående
| Medalj | Person               | Land      | Tid          |
| Guld   | Solene Jambaque      | Frankrike | 00:01:14.130 |
| Silver | Lauren Woolstencroft | Kanada    | 00:01:16.130 |
| Brons  | Danja Haslacher      | Österrike | 00:01:18.470 |

Tävlingsdag: 14 mars
Tävlande: Sittande
| Medalj | Person           | Land   | Tid          |
| Guld   | Laurie Stephens  | USA    | 00:01:19.160 |
| Silver | Kuniko Obinata   | Japan  | 00:01:22.220 |
| Brons  | Kimberley Joines | Kanada | 00:01:23.040 |

Tävlingsdag: 14 mars
Tävlande: Synskadade
| Medalj | Person           | Land      | Tid          |
| Guld   | Sabine Gasteiger | Österrike | 00:01:24.240 |
| Silver | Anna Kuliskova   | Tjeckien  | 00:01:25.990 |
| Brons  | Silvia Parente   | Italien   | 00:01:26.790 |

### Storslalom
Tävlingsdag: 16 mars
Tävlande: Stående
| Medalj | Person               | Land      | Tid          |
| Guld   | Lauren Woolstencroft | Kanada    | 00:01:57.810 |
| Silver | Andrea Rothfuss      | Tyskland  | 00:01:59.420 |
| Brons  | Solene Jambaque      | Frankrike | 00:01:59.810 |

Tävlingsdag: 17 mars
Tävlande: Sittande
| Medalj | Person          | Land    | Tid          |
| Guld   | Kuniko Obinata  | Japan   | 00:02:05.030 |
| Silver | Laurie Stephens | USA     | 00:02:05.110 |
| Brons  | Daila Dameno    | Italien | 00:02:08.080 |

Tävlingsdag: 17 mars
Tävlande: Synskadade
| Medalj | Person           | Land      | Tid          |
| Guld   | Silvia Parente   | Italien   | 00:02:04.510 |
| Silver | Pascale Casanova | Frankrike | 00:02:04.780 |
| Brons  | Sabine Gasteiger | Österrike | 00:02:05.830 |

### Slalom
Tävlingsdag: 18 mars
Tävlande: Stående
| Medalj | Person          | Land      | Tid          |
| Guld   | Allison Jones   | USA       | 00:01:30.140 |
| Silver | Solene Jambaque | Frankrike | 00:01:32.610 |
| Brons  | Sandy Dukat     | USA       | 00:01:33.660 |

Tävlingsdag: 19 mars
Tävlande: Sittande
| Medalj | Person          | Land    | Tid          |
| Guld   | Stephani Victor | USA     | 00:01:48.540 |
| Silver | Daila Dameno    | Italien | 00:01:49.530 |
| Brons  | Tatsuko Aoki    | Japan   | 00:01:51.390 |

Tävlingsdag: 19 mars
Tävlande: Synskadade
| Medalj | Person           | Land      | Tid          |
| Guld   | Pascale Casanova | Frankrike | 00:01:37.370 |
| Silver | Sabine Gasteiger | Österrike | 00:01:38.390 |
| Brons  | Silvia Parente   | Italien   | 00:01:41.460 |